# Erik III van Denemarken
Erik III, bijgenaamd Lamm (Lammetje), (Funen, ca. 1100/5 - Odense, 27 augustus 1146) was koning van Denemarken van 1137 tot 1146.
Erik Lamm was een zoon van Ragnhilde, een dochter van Erik I van Denemarken en ene Haakon, een achterkleinzoon van Magnus I van Noorwegen via diens onwettige dochter. In 1144 huwde hij met Luitgard, een dochter van markgraaf Rodolf van Stade en na zijn dood hertrouwde zij met graaf Hermann van Winzenburg.
Erik III had zijn opvoeding aan Duitse hoven genoten en was hierdoor sterk beïnvloed door de Duitse cultuur.
Na de moord op zijn oom Erik II in 1137 volgde hij deze op als koning van Denemarken. In het algemeen regeerde hij in een stabiele en vreedzame periode. Slechts enkele jaren, 1139-1141, moest hij zich verdedigen tegen zijn neef Olaf Haraldsen (een zoon van Harald Kejsa, die een broer van Ragnhilde was) die vanuit Skåne probeerde hem van de troon te stoten. In 1141 werd Olaf nabij Helsingborg verslagen en gedood.
Erik III zou zelf bepaald in 1146 troonsafstand doen, de eerste en tot 2024 enige abdicatie door een Deense koning ooit. De redenen hiervoor zijn onbekend. Hij zou zich in een vrouwenklooster terugtrekken en nog hetzelfde jaar overlijden. Mogelijk dat de ziekte waaraan hij stierf ook de reden was van zijn aftreden.
Gorm · Harald I · Sven I · Harald II · Knoet II · Knoet III · Magnus I · Sven II · Harald III · Knoet IV · Olaf I · Erik I · Niels · Erik II · Erik III · Sven III · Knoet V · Waldemar I · Knoet VI · Waldemar II · Erik IV · Abel · Christoffel I · Erik V · Erik VI · Christoffel II · Waldemar III · Christoffel II · Waldemar IV · Olaf II · Margaretha I · Erik VII · Christoffel III · Christiaan I · Johan · Christiaan II · Frederik I · Christiaan III · Frederik II · Christiaan IV · Frederik III · Christiaan V · Frederik IV · Christiaan VI · Frederik V · Christiaan VII · Frederik VI · Christiaan VIII · Frederik VII · Christiaan IX · Frederik VIII · Christiaan X · Frederik IX · Margrethe II · Frederik X
- Gemeinsame Normdatei: 137525370
- Virtual International Authority File: 81704900